# Cassel (Francja)
Cassel – miejscowość i gmina we Francji, w regionie Hauts-de-France, w departamencie Nord.
Według danych na rok 1990 gminę zamieszkiwało 2177 osób, a gęstość zaludnienia wynosiła 172 osób/km² (wśród 1549 gmin regionu Nord-Pas-de-Calais Cassel plasuje się na 337. miejscu pod względem liczby ludności, natomiast pod względem powierzchni na miejscu 197.). W latach 1900−1934 w mieście działała linia tramwajowa.